# Ghostbusters II - Acchiappafantasmi II
Ghostbusters II - Acchiappafantasmi II (Ghostbusters II) è un film del 1989 diretto e prodotto da Ivan Reitman, seguito di Ghostbusters - Acchiappafantasmi, campione d'incassi del 1984.
Come sequel dell'allora film commedia con il maggior incasso di tutti i tempi, Ghostbusters II ha guadagnato $ 215,4 milioni rispetto ai $ 282,2 milioni dell'originale, rendendolo l'ottavo film con il maggior incasso dell'anno.
In Italia è uscito al cinema giovedì 7 dicembre 1989 distribuito dalla Columbia Tri-Star Films Italia. Per l'home video il film è stato distribuito, semplicemente, col titolo Ghostbusters II.

## Trama
New York, 1989. Sono passati 5 anni da quando gli Acchiappafantasmi hanno liberato la città dal semidio sumero Gozer, e da allora non ci sono state più tracce di fenomeni paranormali. I componenti del team hanno smesso di catturare spiriti e non lavorano più insieme: Peter Venkman conduce Mondo Medianico, una trasmissione televisiva sul paranormale; Egon Spengler è diventato ricercatore presso l'Institute for Advanced Theoretical Research; Ray Stantz ha aperto l'Occultoteca, un negozio specializzato nell'occulto, e arrotonda i propri guadagni andando ad animare delle feste per bambini insieme a Winston Zeddemore.
Dana Barrett, la vecchia fiamma di Peter, si è sposata con un musicista e ha avuto un figlio, il piccolo Oscar, che sta crescendo da sola poiché ha divorziato dal marito quando quest'ultimo è andato via per suonare in un'orchestra a Londra; a seguito di ciò, Dana ha iniziato a lavorare come restauratrice in un museo d'arte della città. Un giorno, mentre cammina sul marciapiede con Oscar nella carrozzina, le ruote passano sopra a una chiazza di una strana melma rosa fuoriuscita dal terreno. Mentre Dana parla con il portiere del palazzo, la carrozzina si muove da sola sul marciapiede e prosegue sulla strada, nel mezzo del traffico cittadino, evitando i mezzi in transito come se li vedesse e fermandosi poi davanti a un autobus nei pressi di un tombino. Preoccupata, Dana decide di contattare solo Egon e Ray, non volendo incontrare Peter. Venkman però scopre la cosa, unendosi alle indagini, e i tre ipotizzano un qualche collegamento con le fogne collegate a quel tombino. Si travestono, quindi, da operai e iniziano uno scavo; calandosi nel sottosuolo, Ray trova un fiume di melma rosa, di cui preleva un campione. Mentre viene riportato in superficie, però, provoca la rottura di una linea elettrica, che causa un black out che paralizza la città. Gli Acchiappafantasmi vengono così arrestati e processati.
Durante la lettura della sentenza di condanna, un reperto esibito dall'accusa, il barattolo contenente il campione di melma, inizia a ribollire a ogni rabbiosa parola del giudice Stephen Wexler, uomo che non crede assolutamente al paranormale, fino a esplodere, facendo comparire gli spiriti dei fratelli Scoleri, due assassini morti dopo essere stati condannati alla sedia elettrica dallo stesso Wexler. Essendo stati giustiziati in quel modo, hanno acquisito delle capacità elettriche come fantasmi, facendo esplodere gli oggetti con cui vengono in contatto. I tre Acchiappafantasmi recuperano i loro zaini protonici e catturano gli esseri. Grazie a questo, il giudice annulla la condanna; a seguito di una nuova ondata di invasioni di spiriti, il quartetto di Acchiappafantasmi si riunisce e ricomincia i suoi affari con successo.
Un giorno, mentre Dana sta per fare il bagno a Oscar nella vasca del suo appartamento, dal rubinetto inizia a scorrere melma rosa, che prende la forma di una massa gelatinosa che cerca di afferrare il piccolo. I due scappano, rifugiandosi da Peter. Continuando le ricerche, i quattro Acchiappafantasmi conoscono il capo di Dana, l'olandese Janosz Poha, e si interessano a un inquietante dipinto raffigurante Vigo von Homburg Deutschendorf, un tiranno carpatico del XVI secolo legato alla magia occulta. Sviluppando e analizzando le foto scattate a quel quadro, Ray riconosce lo stesso fiume di melma visto nelle fogne; in quel momento, la porta della camera oscura si blocca da sola e all'interno scoppia un incendio spontaneo, costringendo Winston a sfondare la porta e spegnere le fiamme con un estintore per salvare Ray ed Egon. Durante la notte di San Silvestro, mentre Peter va a cena con Dana, gli altri tre decidono di andare in fondo alla faccenda e vanno a indagare nelle fogne, dove vengono raggiunti da un treno fantasma deragliato nel 1920 e poi, dopo orribili visioni, cadono tutti e tre nel fiume di melma, dal quale riemergono davanti al museo dove si trova il quadro di Vigo il Carpatico. Subito Ray ed Winston litigano furiosamente ma i tre, alla fine, comprendono che la melma catalizza la rabbia e tutto ciò che è malvagio. Ancora ricoperti di melma, raggiungono Peter e Dana al ristorante per comunicare loro la scoperta, ma finiscono arrestati.
Quella sera, Dana raggiunge Louis e Janine, che stanno badando a Oscar a casa di Peter; qui il bambino esce dalla finestra e viene rapito da un fantasma con le sembianze di Janosz vestito da balia. Dana intuisce che il piccolo è stato portato al museo e corre a liberarlo. Nel museo trova Janosz, ormai plagiato dal fantasma di Vigo, che le chiede di diventare sua compagna dicendole che potrebbe diventare la madre di un dio, mentre il tiranno è pronto a reincarnarsi nel neonato alla mezzanotte del nuovo anno. La città intanto è preda di numerosi fenomeni paranormali (tra cui l'approdo del Titanic nel porto) e il museo viene circondato da uno strato di melma impenetrabile uscita dalle fogne. Il sindaco Lenny licenzia il suo collaboratore Hardemayer, che aveva fatto internare i quattro Acchiappafantasmi in un ospedale psichiatrico, e, dopo averli liberati, li manda a salvare la città. Arrivati di fronte al museo, i quattro tentano di scalfire la melma con i raggi dei loro zaini protonici, senza riuscirci.
I quattro alla fine capiscono che l'unico modo possibile per sfondare la barriera di melma e neutralizzare Vigo è sfruttare i buoni sentimenti della popolazione, e che per ottenere tutto il buonumore possibile dagli abitanti di una città caotica e violenta come New York è necessario utilizzare un simbolo amato da tutti: consapevoli del fatto che la melma è sensibile a tutte le emozioni, quindi anche a quelle positive, si muniscono di zaini spara-melma, pieni di melma caricata positivamente, e la usano per ricoprire e animare la Statua della Libertà, con la quale raggiungono il centro della città e riescono a fare irruzione nel museo dal tetto. Dopo aver neutralizzato Janosz inondandolo di melma, liberano Oscar e tentano di colpire Vigo, il quale però li immobilizza e riesce a riprendersi il bambino. Proprio quando Vigo sta per reincarnarsi, la folla fuori dal museo inizia a cantare insieme in segno di solidarietà, indebolendolo e costringendolo quindi a ritornare nel quadro. Qui, Vigo si trasforma in una creatura demoniaca che attrae Ray e lo possiede. Infine, dato che l'unico modo per colpire Vigo è puntare al dipinto che lo ospita, i protagonisti lo inondano con una combinazione di raggi protonici e melma, ricoprendo anche Ray per liberarlo dal controllo del tiranno. Louis, che nel frattempo si è impossessato di una divisa e un equipaggiamento da Acchiappafantasmi, raggiunge il museo con un autobus guidato dal fantasma Slimer e inizia a colpire la barriera di melma all'esterno. Questa combinazione distrugge Vigo e la tela, la quale si trasforma rivelando un nuovo dipinto: i quattro eroi in versione rinascimentale, in posa insieme al piccolo Oscar. I cinque Acchiappafantasmi, uscendo dal museo, vengono acclamati dalla folla.

## Produzione

### Cast
Il personaggio di Oscar è interpretato dai gemelli William T. Deutschendorf e Hank J. Deutschendorf II. È prassi comune nell'industria cinematografica impiegare gemelli per personaggi infanti o preadolescenti, principalmente per assolvere alle leggi sul lavoro minorile, le quali limitano il tempo che gli attori minorenni possono passare sul set, senza incidere troppo sui tempi di produzione: i gemelli, dandosi il cambio, danno alla troupe la possibilità di non fermare a lungo le riprese. I due, una volta cresciuti, hanno aperto una scuola di arti marziali. Hank, sofferente di disturbo schizoaffettivo dal 2008, che gli causava deliri allucinatori giornalieri, come raccontato dal fratello William, si è suicidato a 29 anni il 22 giugno 2017 nella sua casa di Escondido (California).
In omaggio a loro (e all'attore che interpreta Vigo, l'ex wrestler Wilhelm von Homburg) il nome del malvagio principe carpatico che i protagonisti si ritrovano a combattere è Vigo von Homburg Deutschendorf.
Il bambino che alla festa all'inizio del film offende Ray è Jason Reitman, figlio del regista Ivan Reitman e regista del terzo capitolo Ghostbusters: Legacy. Altri familiari dei membri del cast includono uno dei fratelli di Bill Murray, Brian Doyle-Murray, che ha interpretato lo psichiatra del manicomio e la nipote di Dan Aykroyd, Karen Humber.
Max von Sydow ha doppiato Wilhelm Von Homburg nel ruolo di Vigo nella versione originale inglese ma non è stato accreditato.

### Design
Il logo degli Acchiappafantasmi è stato opportunamente ritoccato: il fantasma barrato in rosso fa il numero due con le dita. Alcune caratteristiche del film rispetto al suo predecessore (la pettinatura di Janine, l'aspetto del fantasmino Slimer) sono state leggermente modificate per apparire più simili al cartoon tratto dalla prima pellicola.

## Colonna sonora
La colonna sonora (della quale fa parte la canzone Ghostbusters di Ray Parker Jr. della precedente pellicola) è marcatamente inclinata verso il genere del rap. 
Essa contiene un Main Theme in versione rap, dei Run DMC e il brano che chiude il film, On Our Own di Bobby Brown che appare in un cameo come usciere del municipio.

### Tracce
1. Bobby Brown – On Our Own
2. New Edition – Supernatural
3. James "J.T." Taylor – Promised Land
4. Bobby Brown – We're Back
5. Doug E. Fresh – Spirit
6. Ray Parker Jr. – Ghostbusters
7. Oingo Boingo – Flesh 'N Blood
8. Elton John – Love Is a Cannibal
9. Glenn Frey – Flip City
10. Howard Huntsberry – Higher and Higher
11. Jackie Wilson – Higher and Higher – traccia bonus

I brani orchestrali della colonna sonora sono stati composti da Randy Edelman e sono stati pubblicati da Sony Classical solo il 13 agosto 2021, a distanza di 32 anni dall'uscita del film.
1. A Few Friends Save Manhattan
2. A Baby Carriage Meets Heavy Traffic
3. Venkman's 6th Ave. Strut
4. Order In the Court
5. He's Got Carpathian Eyes
6. The Sensitive Side of Dana
7. In Liberty's Shadow
8. Rooftop Broom Kidnap
9. The Scoleri Brothers
10. Oscar is Quietly Surrounded
11. A Slime Darkened Doorway
12. One Leaky Sewer Faucet
13. Vigo's Last Stand
14. Good With Kids
15. Enlightenment
16. Family Portrait / Finale

## Distribuzione

### Edizione italiana
Il doppiaggio è stato diretto da Oreste Lionello per la Doppiaggi Margutta con la partecipazione della CVD, su dialoghi adattati da Sergio Jacquier. Rispetto al primo capitolo, diretto da Mario Maldesi, alcune voci degli attori sono cambiate:
- Claudio Capone è la voce di Egon (precedentemente doppiato da Mario Cordova)
- Gianni Bertoncin è la voce di Winston (precedentemente doppiato da Massimo Foschi)
- Melina Martello è la voce di Dana (precedentemente doppiata da Livia Giampalmo)
- Cristiana Lionello è la voce di Janine (precedentemente doppiata da Emanuela Giordano)
- Vittorio Congia è la voce del Sindaco Lenny (precedentemente doppiato da Gianni Bonagura, il quale invece doppia il giudice Stephen "Bisonte" Wexler)

## Accoglienza

### Incassi
Ghostbusters II ha avuto un'ampia uscita: fu distribuito il 16 giugno 1989 in 2 410 sale e ha incassato $ 29 472 894 nel solo giorno d'apertura. Rispetto al weekend di apertura di Ghostbusters da $ 13 milioni, il film Ghostbusters II ha guadagnato $ 29,5 milioni - una media di $ 12 229 per sala - come film numero uno del weekend, davanti al film d'azione e avventura Indiana Jones e l'ultima crociata ($ 11,7 milioni) era alla sua quarta settimana di uscita.
Sulla base del suo incasso lordo e di un aumento medio del prezzo del biglietto del 22% dall'uscita di Ghostbusters, si stima che 2 milioni di persone in più siano andate a vedere l'apertura del film. Ha battuto il record di tutti i tempi per un'apertura di un giorno con circa $ 10 milioni nella sua apertura venerdì; è stato anche il più grande weekend di apertura non festivo con $ 29,5 milioni, battendo di poco Indiana Jones e l'apertura di tre giorni de L'ultima crociata con $ 29,4 milioni.
In totale, Ghostbusters II ha guadagnato $ 112,5 milioni in Nord America, meno della metà delle entrate dell'originale, rendendolo il settimo film di maggior incasso dell'anno, dietro Ritorno al futuro parte II ($ 118,4 milioni), Arma letale 2 (147,3 milioni di dollari), Tesoro, mi si sono ristretti i ragazzi (130,7 milioni di dollari), Senti chi parla (140,1 milioni di dollari) e Batman (251,2 milioni di dollari), il film con il maggior incasso nazionale di quell'anno.
Al di fuori del Nord America, si stima che Ghostbusters II abbia guadagnato circa $ 102,9 milioni, quasi raddoppiando gli incassi all'estero dell'originale e portando il suo totale mondiale a $ 215,4 milioni. Questa cifra lo rende l'ottavo film con il maggior incasso mondiale del 1989, con un calo di circa 67 milioni di dollari rispetto alle entrate cinematografiche originali di Ghostbusters.

### Critica
Ghostbusters II ha ricevuto recensioni miste al momento dell'uscita.
Su Rotten Tomatoes ha una valutazione del 55%, basata su 40 recensioni e con una media di 5,4/10; il consento del sito web recita "Grazie al cast, Ghostbusters II è abbastanza divertente, ma manca del fascino, dell'arguzia e dell'energia del suo predecessore." Su Metacritic ha una media di 56/100, in base a 14 recensioni "generalmente miste o medie".
Dave Kehr e Mike Clark di USA Today hanno criticato i tentativi di rendere i Ghostbusters più maturi, il che ha reso il film "stanco" e privo di sorprese. Dissero che Ghostbusters era riuscito proiettando fantasie infantili su personaggi adulti che snobbavano l'autorità e si univano in un club, ma prendendo una fantasia comica surreale e aggiungendo umanità ai personaggi centrali, il sequel era diventato "Quattro Ghostbusters e un bambino", un riferimento al film commedia del 1987 Tre scapoli e un bebè. Roger Ebert l'ha definita una delusione, dicendo di aver recensito Ghostbusters II in una proiezione pubblica e di aver sentito solo una risata durante l'intero film.
Diversi revisori hanno criticato il film per aver emulato troppo da vicino la struttura e gli elementi della storia del suo predecessore.
 Gene Siskel lo definì una copia scadente che non offriva nulla di nuovo, come se "stessero girando la prima bozza di una sceneggiatura". Richard Schickel ha criticato l'eccesso di sequel nel 1989 nella sua recensione. Ha detto che Ghostbusters II offriva solo lievi variazioni rispetto all'originale senza sviluppare ulteriormente i personaggi, e aveva un finale simile "senza vergogna". Time Out ha fatto eco ai sentimenti che il film ha in gran parte ripercorso gli eventi del suo predecessore, e l'aggiunta di un bambino è sembrata una comodità. Desson Thomson ha detto che Ghostbusters II sembrava una versione estesa del suo predecessore senza tanti effetti speciali impressionanti. Scrivendo per Empire, William Thomas ha affermato che la sceneggiatura era nitida ma certamente mirata a intrattenere il pubblico più giovane.
Alcuni revisori hanno scoperto che il film ha un ritmo scadente, lasciando le scene troppo lunghe e che i suoi momenti migliori sono stati sia pochi che rari. Altri hanno fatto eco a questo sentimento, dicendo che mancava dell'energia di Ghostbusters ed era troppo rilassato.
A differenza di Ghostbusters, i revisori erano più in conflitto sulla performance di Bill Murray nel sequel. Kehr ha detto che la sua performance ha mantenuto momenti "luminosi", ma sembrava meno energico rispetto al suo film precedente S.O.S. fantasmi. Variety ha detto che la performance comica di Murray è stata fondamentale per evitare che il film diventi troppo sentimentale quando si discute di combattere la negatività con la positività.
La performance di Peter MacNicol è stata costantemente elogiata. Groen, che criticava gran parte del cast per le interpretazioni poco brillanti, disse che la sua performance "malvagamente divertente" di MacNicol era l'unica caratteristica sorprendente del film. Canby e Kehr concordano sul fatto che MacNicol sia un punto culminante del film, Thomas affermando che il suo personaggio sarebbe stato impersonato dai bambini di tutto il mondo. Carroll l'ha definita una "performance delirante esagerata". Rick Moranis è stato anche scelto per la sua performance comica. Kehr e Clark hanno apprezzato la sottotrama romantica "gratificante" tra il suo personaggio e quello di Annie Potts.

 Thomson ha detto che i momenti migliori del film, forniti da Murray, Moranis e Aykroyd, erano troppo pochi, il che lo ha lasciato desiderare di più.

## Sequel
La pellicola ha avuto un sequel a distanza di trentadue anni, Ghostbusters: Legacy uscito nel 2021.